# Khorasan (islamitische groep)

Vlag van de moedervereniging Al Nusra

Khorasan (Arabisch: جماعة خراسان, ǧamāʿat Ḫurāsān) was een moslimfundamentalistische paramilitaire beweging die als een terroristische organisatie opereerde in Syrië. Ze bestond grotendeels uit veteranen van Al Qaida en werkte samen met Al Nusra. In tegenstelling tot IS focuste ze zich meer op het westen en minder op het bewerkstelligen van een kalifaat.

## Naam
De naam van de organisatie komt van de oude provincie Khorasan, waar vele strijders van afkomstig zouden zijn en werd vooral gekend in september 2014 toen James Capper, hoofd van de Amerikaanse nationale inlichtingendiensten van de CIA, in een interview met CBS beweerde dat Khorasan voor het Westen gevaarlijker was dan IS.

## Doelstellingen
Er is weinig geweten over deze groepering. Er wordt uitgegaan dat het een groep betrof die samengesteld was uit Al-Qaida-veteranen uit het Midden-Oosten, Zuid-Azië en Noord-Afrika. Deze veteranen zouden vanuit Syrië aanslagen hebben voorbereid op het Westen en zo de doelstellingen van Al-Qaida verderzetten. De groep zou uit ongeveer 50 leden hebben bestaan die zich bezighielden met het plannen van aanslagen en het rekruteren van jongeren uit het Westen. Weinig informatie is gekend over deze organisatie en sommigen twijfelen eraan of deze groepering wel echt zo gevaarlijk was als beweerd werd. Ze vragen zich af of de dreiging opgeworpen was door de Amerikaanse regering om een inval in Syrië te stimuleren.

## Mogelijke leden
- Ibrahim Hassan al-Asiri: een van de belangrijkste bommenmakers van Al Qaida in het Arabische Schiereiland die betrokken zou zijn met de mislukte aanslagen op Northwest Airlines-vlucht 253 en een mislukte aanslag in oktober 2010 in Dubai.
- Muhsin al-Fadhli: Hij werd gezien als de leider van Khorasan en was een vertrouweling van Osama Bin Laden, die als een van de weinigen afwist van de aanslagen op 9/11.

## Referentie
- interview met CBS
- BBC over Khorasan
- artikel uit Knack